# Арагян, Лейла
Лейла Арагян (перс. لیلا عراقیان‎; род. 1983, Тегеран) — иранский архитектор. Она имеет степень магистра архитектуры Университета Британской Колумбии, где она выиграла премию Генри Элдера среди выпускников архитекторов Университета Британской Колумбии. Ранее она изучала архитектуру в Иране, в Университете имени Шахида Бехешти.

## Биография
В 2005 году Арагян стала соучредителем компании Diba Tensile Architecture, специализирующейся на проектировании, производстве и установке мембранных конструкций.
В возрасте 26 лет она и её партнер Бехзади выиграли государственный тендер на строительство большого моста в Тегеране. Этот архитектурный проект, названный Pol-e-Tabiat (перс. پل طبیعت‎‎, Мост Природы), представляет собой трехэтажное сооружение длиной 270 метров, которое соединяет парк Талегани с парком Аб-о-Аташ, перекрывая проспект Шахида Модарреса, одну из главных улиц Тегерана. Благодаря своей трехмерной, органичной стальной ферме, мост опирается всего на три разветвляющихся опоры. С солнечными и затененными деревянными зонами, зонами отдыха и кафе в самом широком месте было создано новое общественное пространство для прогулок и отдыха. Она была главным архитектором и проектировщиком пешеходного моста Табиат в Тегеране, открытого в конце 2014 года, который завоевал несколько наград, включая Премию Ага-хана 2016 года и премию зрительских симпатий в категории «Автомагистрали и мосты» премии Architizer's A+ Awards 2015 года. Открытый в конце 2014 года мост пользуется большой популярностью в иранской столице и теперь известен как «третий символ Тегерана» (два других — Башня Азади (Башня Свободы) и Бордже Милад).
Иранское происхождение Арагян ограничило её международную известность. Ей не разрешили принять участие во Всемирном архитектурном фестивале из-за санкций против Ирана. Сама архитектор выступила против санкций, потому что, по её словам, «это смешно, я иранский архитектор, а это культурное мероприятие, оно не имеет абсолютно никакого отношения к политике».
В сентябре 2015 года её сфотографировал Брэндон Стэнтон для блога Humans of New York во время своей поездки в Иран.

## Проекты
- Мост Табиат, Тегеран (2014).
- Фасад торгового центра, Тегеран (2019).[9]
- Крытый вход в больницу Базарганана (2019).[10]
- Фабрика инноваций Азади. Переоборудование электродного завода в офисное здание для сдачи в аренду.[11]
- Кровля коридора в международном аэропорту Багдада (2021).[12]